# Nikodém Gabriella
Nikodém Gabriella (Budapest, 1959. április 24. –) tanár, 2008-tól 2020-ig a budapesti Bélyegmúzeum igazgatója.

## Életpályája
Magyar–történelem szakos tanár és okleveles történelem szakos tanár képesítést szerzett. 1989 és 2007 között a Bélyegmúzeum muzeológusa, azóta a Bélyegmúzeum igazgatója. Pályája során 7 kiállítási katalógust állított össze, és önállóan 20 kiállítást rendezett. 

## Közéleti tevékenysége
- 2008-tól a Magyar Filatéliai Tudományos Társaság tagja
- 2011-től a Magyar Filatéliai Tudományos Társaság elnökségének tagja

## Publikációi
- cikkek, tanulmányok a bélyegekről
- A Magyar Posta sport témájú alkalmi bélyegzői 1910-1998 (Bélyegmúzeum, 1998)
- A magyar bélyeg története (Kossuth Kiadó, Budapest, 2010. Kossuth Kiadó (társszerző: Szabó Jenő
- 2002. július 10. Pozsony, Postamúzeumi Igazgatók Konferenciája, előadás címe: „Nyitás a nagyközönség felé”. A konferencia anyaga szlovák és magyar nyelven nyomtatásban is megjelent.
- 2010. május 3. Magyar Papír- és Vízjeltörténeti Társaság által a magyarországi papírhasználat 700. évfordulója alkalmából rendezett nemzetközi tudományos konferencia. "A magyar bélyegek vízjelei címmel az Országos Széchényi Könyvtárban" című  előadás szövege nyomtatásban is megjelent.

## Díjai, elismerései
- „A Magyar Posta sport témájú alkalmi bélyegzői 1910-1998” Bélyegmúzeum, 1998 című kiadvány
- 1998. HUNFILA Nemzetközi Bélyegkiállítás Irodalmi Osztály, Budapest – ezüstözött bronz
- 1999. OLYMPSPORT Nemzetközi Bélyegkiállítás Irodalmi Osztály, Prága – ezüstözött bronz
- 2000. Nemzetközi Bélyegkiállítás Irodalmi Osztály, Brno – ezüst
- 2001. HAFNIA Nemzetközi Bélyegkiállítás Irodalmi Osztály, Koppenhága – ezüst
- 2002. Nemzetközi Bélyegkiállítás Irodalmi Osztály, Plock – nagy ezüst kitüntetés.